# Kántor nyomoz (regény)
A Kántor nyomoz egy bűnügyi regény, melyet Szamos Rudolf írt 1970-ben. A könyvből 1975–76-ban a Magyar Televízió 5 részes, fekete-fehér magyar tévéfilmsorozatot készített Kántor címmel.

## Történet
|  | Alább a cselekmény részletei következnek! |

### Lux
A történet egy szökött német juhászkutya igazi gazdára találásával kezdődik. A másfél éves ebet már kölyökkorától kezdve kínozta a korábbi tulajdonosa: az ölébe szorította, és az állat orra és szeme előtt gyufát gyújtott, majd röhögve nézte a kiskutya vergődését, kínlódását. Miután a német juhász megszökött, többször a sintérek elől menekült, alkalmi tolvajként élelmet lopott, a szabadban a vihar verte, éjszaka a villámlás félemlítette. Egy napon egy gyönyörű anyakutya nyomába szegődött, s így jutott el az angyalföldi járőrkutyatelepre. Nehezen illeszkedett be az itt élők társadalmába, de Kovács őrmester hathatós közreműködésével (alapos verést kapott az ellenszegülő, támadó eb), megtanulta a fegyelmet, és hűséges, kitartó járőrtárs vált belőle. A rendőr már az első napon a Lux nevet adta neki.
A járőrkutyatelep lakói közül Kofa és öt kölyke mindennapi életébe pillanthatunk be. Kántor, az őstehetség szimatával, tanulási képességével, fegyelmezettségével már korán kitűnt kortársai közül. Két testvére (Gazsi és Pepi) pár hónap tanulás után a határőrséghez került. Kántort hat hónapos korában kemény munkára fogták: alapfokú kiképző tanfolyamon és alaki, fegyelmező gyakorlatokon kellett részt vennie.
Az óbudai kutyás „seriff” Táborhegyen lakott a feleségével és gyermekével egy kis, kertes házban. A rendőr ide vette magához Luxot, a „kemény vagányt”, aki istenként tekintett gazdájára. A megerősödött juhászkutya az őrsön Kovács ágya alatt szeretett a leginkább aludni. A rendőrök (még az őrsparancsnok is) a közelükben csak halkan beszélgettek, mert a kutya gyűlölte a zajt, és ha az őrmester lepihent, akkor szinte lábujjhegyen jártak, csendben voltak, mert Luxszal egyikük sem akart konfliktusba kerülni. A Rezeda csapszékben állandóak voltak a verekedések, ám Lux segítségével Kovács őrmester egyedül leleplezett és megfékezett 6 csavargót, akik már régóta provokálták és meglopták az ott lakó telepieket.
Kántor gyermekkora véget ért Angyalföldön, az „elemi iskola” elvégzése után új gazdához, Kovács őrmesterhez került. Lux kezdetben undok volt, ellenségesen fogadta a kamasz kutyát, de a rendszeres, közös gyakorlások, veszélyes járőrszolgálatok barátságot szőttek a két állat között. A Remete-hegyen négy fegyveres rablót tettek ártalmatlanná (a fektető csillagalakzat alkalmazásával), széncsempészeket lepleztek le, körözött rablógyilkos nyomára vezették a gazdájukat. Kántornak tetszett a gazda lakása, szívesen játszott bújócskát az embergyerekkel, még a reggeli félórás fegyelmező gyakorlatokat is élvezte. Lux és Kántor meglepő futárszolgálatot teljesített, a kapitányságra kellett elvinniük a parancskönyvet. A gazda és az őrsparancsnok megdöbbenésére – Lux kezdeményezésére – a két kutya villamoson és trolibuszon is utazott. A fegyelmezett, jó szimatú Kántor példaképének tekintette az egyénieskedő, apró trükköket is bevető, de a gazdáját őszintén szerető Luxot. Kovács őrmestert közben előléptették őrsparancsnok-helyettessé.
Lux imádta a vizet, ősszel, amikor a Dunához mentek, Kántor is – pedig először járt mély vízben – kitűnően úszott. A gazda rendszeresen mérte kedvenceit, Kántor 1952 végén 28 kilót nyomott és 70 cm marmagasságú volt, Luxnál ezek az adatok: 46 kg, 73 cm.
Egyik este nagy baj történt: Lux – miközben Kántor és a kisember játszottak egymással – egy ostoba, ideges mozdulattal belekapott Kovács kisfiának, Petinek az arcába. A gyermeket az apja azonnal kórházba vitte, Lux – rádöbbenvén mit tett – elmenekült otthonról. Péter arcán össze kellett varrni a bőrt, az őrmester első gondolata ekkor az volt, hogy agyonlövi a kutyát. Lux 3 napig folytonosan bujdokolt, de a megszokott napi program egy részét percre pontosan betartotta: Margit kórház (ahol kosztosként ingyen ebédet kaptak) – téglagyár (gyakorlóhelyszín) – őrs (munkahely) – kórház (ahol a 4 éves Peti feküdt).
| Lux a kórházban | Lux a kórházban |
| --- | --------------- |
| A folyosón a főorvosba botlott. Az csodálkozva kérdezte: – Mióta van maga itt? – Én? – Maga. – Félórája hoztam a kutyát... – Félórája? Talán két órája. Jobban is vigyázhatna rá, majdnem feldöntötte az osztályos nővért. Nem panaszkodott? – Bocsánat – vágott az orvos szavába Kovács –, nem értem, miről tetszik beszélni. – Mit nem ért? Jött a maga kutyája, behívtam a szobámba, akkor hozta a nővér az ebédemet, és ahogy az asztalra tette, a kutya ráugrott, dühödt morgással elzavarta a nővért és mindent fölfalt. Kovács kissé értetlenül kérdezte: – Lux volt? – Hát persze. Nem az a maga kutyája? De ez még semmi. Ahogy fölfalta az ebédemet, utána kirohant a folyosóra, majd sorba járt minden kórtermet. Az ápolónő újból el akarta zavarni, de a kutya akkorát lökött rajta, hogy majdnem hanyatt esett. Utánamentem én is, rászóltam, ám oda se neki, csak egyik kórteremből ki, a másikba be, amíg meg nem találta a maga kisfiát. – Petit? – kerekedett ámulóra Kovács képe. – Azt, azt. Az ajtóból figyeltem. A gyerek éppen aludt, a keze lelógott az ágyról. Ekkor az az erőszakos vadállat odarohant az ágy széléhez és úgy nyüszített, mintha sírna, közben meg a gyerek kezét nyalogatta. Amikor a kórterembe léptem, abbahagyta, farkát hasa alá csapta és lesunyt fejjel, mint a szélvész, elszáguldott mellettem. – Szinte hihetetlen. |                 |

Kovács őrmester rájött Lux „napirendjére”, és egy lépéssel megelőzte, az őrsön meglepte a kutyát. A gazda parancsszavára Lux moccanni sem mert, kushadt a földön, várta a jogos büntetést: a megérdemelt verést. De a rendőr nem bántotta az ebet, a haragja már elszállt, megbocsátott a járőrtársának, akinek eddigi hűsége fanatikus áhítatba csapott át.
Egy kalauz meggyilkolásának ügyében nyomoztak, éjszaka friss nyomon követték a bűnelkövetőt. Kántor 4 km-en keresztül vezette a gazdáját, Lux is mellettük ügetett. A gyilkosnak 15 perc előnye volt, de az óbudai temetőnél rábukkantak a férfira. Egy kriptában húzta meg magát, onnan lőtt rá Kovács őrmesterre. Lux a bűnöző csuklóját kapta el, Kántor a földre döntötte a fájdalmában jajveszékelő embert. Ezt az ügyet a média is felkapta, újságcikkek sokasága foglalkozott a bravúros, villámgyors elfogással. Híresek lettek, de a kutyák eltartásának gondja továbbra is Kovács őrmesterre maradt.
1953 februárjában a bűnügyi rendőrség országos főnöke elé került a nyomozókutya-tanosztály létrehozásának ügye. Kovács őrmestert és két kutyáját kihallgatáson fogadta az ezredes, aki a megbeszélés után engedélyezte a kutyavezető -képző tanosztály megalakítását. Addig is, míg az osztály elindul: a főtiszt 100 Ft/hó élelmezési pótlékot utaltatott a „kutyás seriff” számára.
| A kutyák gondolkodó lények? | A kutyák gondolkodó lények? |
| --- | --------------------------- |
| – Úgy beszél, mintha legalábbis gondolkodó lények lennének a kutyái – jegyezte meg az ezredes. Az őrmester szent meggyőződéssel, határozottan válaszolt: – Azok is. Sokan ugyan kétségbe vonják, de én saját gyakorlatomból tudom, hogy ezek ketten nem akármilyen kutyák, ezek gondolkodó lények. – És maga szerint más fajták nem jöhetnek számításba? – kérdezte az ezredes. Kovács a fejét ingatta és folyamatos szakmai előadásba kezdett, mintha csak Sarki Janinak magyarázna, a Vörösvári úti őrs őrszolgálatosának. Az angol rendőrség azelőtt vérebeket használt. A Scotland Yardnál még a XVIII. század elején honosították meg a vérebeket... de ezek a kutyák csak a gyilkosságoknál használhatók és csak akkor, ha a gyilkos vérnyomokat hagyott maga után. A második világháború idején az angol rendőrség is áttért a német juhászokra. – Sajnos, a Gestapo is – jegyezte meg az ezredes. – Így van. A német fasiszták főleg a koncentrációs táborok őrzésére, a szökevények felkutatására és a kommunisták üldözésére használták ezeket a kutyákat... De volt vérebük és speciálisan az emberre támadó, különösen vérszomjas buldogokat is tartottak. – Nem gondolja, ha a mi rendőrségünk is kutyákat alkalmaz, az némi rossz emlékeket kavar fel az emberekben? Az őrmester töprengett. Erre ez ideig nem is gondolt. Mi mást válaszolhatna, a saját gyakorlatából indult ki. A németek és főleg az SS meg a Gestapo miatt a német juhászoknak valóban nagyon rossz híre volt – és a borzalom lidérce is olyan közeli még, hogy a kérdés jogos... Ezért bizonytalanul kezdte magyarázatát: – A kutya elsősorban az embertől függ. A kutyának, bármilyen értelmes lény is, nincs önálló társadalma, nincs saját társadalmi érzéke... Ezért, ha az ember nemes és tiszta célok érdekében kéri a kutya segítségét, megkapja tőle, de megkapja sötét szándékai valóra váltásához is. A kutya olyan, mint az ember, nemes és tiszta, de lehet a gonosz szándékok megvalósításának eszköze is. Egy tény – jelentette ki határozottan –, amint a korszerű bűnügyi rendőrség nem létezhet daktiloszkópia nélkül, ugyanúgy a rendkívül értelmes és fegyelmezett nyomozókutyák segítségét sem nélkülözheti. Azt hiszem, itt is az a fontos: milyen célok elérésére használja fel őket az ember. |                             |

A téliesre fordult időben a Duna-parton sétálgattak a Margit híd közelében, amikor a jégtáblák között a kutyák egy kapálózó testet pillantottak meg. Lux parancs nélkül a vízbe vetett magát, Kántor egy gondolattal később ugrott az erős sodrású, 5 Celsius-fokos folyóba. Az öngyilkos férfit az állatok az életük kockáztatásával mentették ki, a parton – a gazdájukon kívül – hatalmas csődület és szirénázó mentőautó várta őket. A két „csodakutya” és Kovács őrmester életmentő kitüntetést kaptak a városi tanács elnökétől, hőstettük története több újságban is megjelent.
1953 tavaszán a III. kerületben megalakult a Központi Kutyatanosztály: Kovács Géza őrmester és Németh Tibor törzsőrmester (Kántor első nevelőjének) irányításával. A boxok 16 járőrkutya számára készültek, 200 méteres 15 akadállyal nehezített körpályát építettek a leendő munka-kutyáknak.

„Három hétig ástak, kalapáltak. És még tíz méter hosszú, föld feletti téglacsatornát is beépítettek az akadályok közé. Így a pálya végül is a karikával kezdődött, vizesárokkal, gerendákkal, csatornával, kis palánkkal, középpalánkkal folytatódott, míg végül kétméteres fal állta útját és tette próbára a kutyák ügyességét. Ennek tetejéről szabadon lógó létrán kapaszkodhattak fel a magaslesre, ahonnét meredek deszkadarabon juthattak vissza az első emeletre, és onnét a levegőben lógó vékony dorongon egyensúlyozva juthattak el a levezető lépcsőhöz. Tizenöt akadály és meglehetősen kemény pálya – dörzsölgette a teremtés izgalmas napjaiban többször is kezét az őrmester.”

– Részlet a regényből (117. oldal)

16 fiatal rendőr vállalta a kiképzést, a tanfolyam elvégzése után 16 megyébe osztották szét őket a kutyáikkal együtt. Aki a nyugati körzetet kapta, 3 megye bűnüldöző munkájában vett részt. A szombathelyi Tóti Tibor tizedes (akinek a neve – szinte – csupa „ti”-ből állt) már az első napon összebarátkozott Kántorral, ők ketten kerültek a legnehezebb helyre.

### Kántor
Csupati kiváló minősítéssel zárta a vizsgákat, jutalomból soron kívül őrmesterré léptették elő. 240 km-es utazás után érkeztek meg Kántorral az állomáshelyükre, ahol Bokor őrnagy parancsnoksága alá kerültek. Egy állománygyűlésen a megyei főkapitány beszámolt a politikai helyzet változásáról (új miniszterelnök került az ország élére), majd az ezredes kettős feladatról tájékoztatta Tóti Tibort és társait: a bűnügyi csoport tagjaiként határvédelmi tevékenységet is el kell látniuk. Csupati az első napokban gyakorlópályát épített Kántor számára, gyakorlókabátjában a „Csibészek” elfogását is rendszeresen átismételték.
Az első közös ügyük egy határsértő felderítése volt, aki a nyomsáv átlépése után két óra előnyre tett szert. Katonai terepjáróval vitték őket a helyszínre, ahol Kántor azonnal szagot fogott, és órákon át vezette a csoportot az idegen után. Egy vasútállomás közelében egy leütött bakterre bukkantak, aki személyleírást adott az elkövetőről. A magas szőke férfit egy Rába-parti falucskában fogták el, egy ház pajtájában bújt el. A férfinál egy forgópisztolyt találtak, később egy rádióadó is előkerült: kiderült, hogy a határsértő a nyugati hatalmaknak kémkedett.
Egy későbbi történetben borlopás ügyében nyomoztak Csupatiék. Zala megye egyik településén egy hordó jó bort (burgundit) vittek el a tolvajok. Két napos nyomokon indultak el, és a 3 km-es út végén egy kocsmánál kötöttek ki. A tulajdonos elismerte, hogy a hordót előző nap vette szomszéd falubeli legényektől, innen már csak az „eladókat” kellett megtalálni. A városi rendőrség hadnagya a körzeti megbízott segítségével ezután már hamar lefülelte a borlopókat.
Nyomkövető gyakorlatozás közben Csupati és Kántor véletlenül találkoztak a rendőr általános iskolai tanító nénijével. A szegény nyugdíjas asszony arról panaszkodott, hogy előző este ellopták 12 tyúkját. „Tyutyukám”nak (így becézte Csupati a német juhászt, a társát) sikerült a fiatal elkövetőket rács mögé juttatni. Kántornak ekkorra már életelemévé vált a munka, hihetetlen teherbírással rendelkezett.
Vas megyében, Rábafalu közelében az erdészlakból eltűnt az 56 éves erdész, Baksa Gábor. Bokor őrnagy és Sátori főhadnagy vezetésével határőrök, közrendőrök és nyomozók indultak a rejtélyes ügy felderítésére. A helyszínen egy keservesen vinnyogó pulikutyát találtak. Kántor a kiskutyával együtt a nyár végi záporban egy Mária-szoborhoz, egy 700 éves tölgyfához vezette a kísérő csoportot. Itt vért és mély nyomokat találtak, mintha valakit húztak volna a földön. A nyomok egy régi vadászlakhoz vezettek, ahol az ügy nem várt fordulatot vett. Csupati 28. születésnapja emlékezetes maradt, hiszen 10 km-t haladtak iszamlós hegyi terepen, és két halottra bukkantak. Tovább bonyolította a helyzetet, hogy az Őrségben, a határ közelében egy ismeretlen rádióadó kezdte meg a működését. Később két nyomot követett Kántor, akit a kutatási ösztön szinte fáradhatatlanná tett. A kísérők egy heves tűzharcot követően lemaradtak, majd más csapást követtek, Csupati élete veszélybe került.

### Életre-halálra
Egy év telt el, Tóti Tibor felesége furcsa változásokat tapasztalt a férjén: aki szűkszavú lett, otthon is tömör tőmondatokban beszélt. „Úgy beszélsz, mint egy kutya!”- mondta a nő gyakran az urának. Csupati Kántorral 2-300 alapszó, hanglejtések és kézjelek segítségével kommunikált. A német juhász az elmúlt idő alatt megerősödött, a testsúlya is nőtt, a marmagassága elérte a 90 cm-t, mellszélessége vetekedett egy atlétáéval.
Eddig 52 súlyos bűncselekmény felderítésében vettek részt, 51 esetben eredményesen dolgoztak. Az 52. ügyben már negyedszer nyomoztak, háromszor vagy szerencséje volt a pasasnak, vagy elszalasztották a bűnözőt, mert nem hittek Kántornak, amikor az állat egy szénakazalhoz vezette a nyomozócsapatot. A diverzáns kárt okozó céllal hatolt át az országhatáron. Csupati „Nagy Ravasz”nak nevezte el magában a férfit, aki rendszeresen tiroli bakancs recés nyomát hagyta maga után. A legújabb esetben a kísérő csoporttal már 28 km-t tettek meg, amikor végre szerencse kísérte az útjukat. Elkapták azt a férfit, akiről kiderült, hogy nem kém, csak embercsempész, farkas helyett sunyi rókára bukkantak. A bűnöző rendszeresen Bozsok és Bucsu között jött be az országba, és Mexikópuszta környékén szállította kifelé az „áru”t.
Csupati nagy örömére engedélyezték a számára, hogy boxokat építsen a kapitányság udvarán, később Kántor mellé még két kutya (Szultán és Kócos) került. Ráadásul a központ életbiztosítást kötött A „csodakutya” számára, a kötvény 20 000 Ft-ról szólt.
Kántor kalamajkát okozott Csupati egyik ügyelete alatt. A kutya már korábban is tapasztalta, hogy a gazdája dühös az őt felébresztő telefonra. Ezen az estén a kutya „vette fel” a fogaival a telefont, és tette mellé a kagylót, hogy a gazdi nyugodtan aludhasson. Ráadásul egy újabb hívás közben – amikor már Csupati is észrevette, hogy baj történt – letegezte az őrmester Bokor őrnagyot. A fenyítést egy ékszerrablási ügyben való riasztás miatt nem kapta meg Tóti Tibor.
Az erős testalkatú Mészáros Péternek, aki hivatásos katona volt korábban a nyeszlett, rókaképű Kerkai András parancsolt. A leszerelt katonát álomporral tartotta hatalmában a nyugatiaknak kémkedő férfi, aki már csak a pesti összekötőjét várta, aztán úgy tervezte, hogy lelép az országból. A magyar radarelhárítás feltérképezésének hosszadalmas munkáját befejezte. Pétert Kerkai egy ékszerrablási ügybe keverte, hogy megszabadulhasson tőle. A nyomozók négy ujjlenyomatot és egy leszakadt kabátgombot találtak a helyszínen. Két kilométerre az esettől a vasúti töltés mellett egy lefejezett hullát fedeztek fel Kántorék. Mellette gyöngyfüzér, több karikagyűrű és 4 márkás karóra hevert. Kerkait – akiről kiderült, hogy korábban nyilas pártszolgálatos és SS önkéntes volt – Kántor segítségével sikerült elfogni. Ebben a nyomozásban más bűnesetek elkövetői is – akiket a CIA „karolt fel” – horogra kerültek.
Szultán megismerkedett Kántor erejével, ettől kezdve távolságot tartott tőle. Kócos elfogadta Kántor udvarlását, Csupati mosolyogva figyelte barátkozásukat, áldását adta a nászhoz.
Kántor népszerűsége nőttön nőtt, volt olyan, amikor három helyre hívták egyszerre. Óvár térségében határincidenshez vonultak ki, ahol a német juhász a furcsa nyomokról egyértelműen jelezte, hogy embertől származtak. A felderítők tehén- vagy medvenyomra gyanakodtak, de hamarosan kiderült, hogy Kántornak volt igaza. 5 kilométeren keresztül követték a nyomokat, egészen egy autóbusz-megállóig, ahonnan a határsértő – valószínűleg – egy iparvárosig utazott. Három napos várakozás után egy séta közben egy gyanús idegenre figyelmeztette Csupatit a botanikus park kertésze. Ekkor a Lajta partjáig, egy komp-kikötőig vezettek a nyomok. Sátori főhadnagy is csatlakozott a csoporthoz, aki egy képrablási ügyben nyomozott. Esztergomban a Keresztény Múzeumból tűnt el két Botticelli-festmény.
Müller János villanyszerelőként dolgozott, a gépgyárban, senki sem gondolta a fiatalemberről, hogy szabotázsra készül. Álruhába öltözve, parókával a fején egyik este belopódzott a gyárba, és több helyen is időzített bombát helyezett el, a robbanások után felcsapó tűzben öten meghaltak, többen megsérültek. Ráadásul a város víztornyában a gépészt is megölte, majd megakadályozta, hogy az oltáshoz megfelelő mennyiségű víz álljon rendelkezésre. A diverzáns akció végrehajtójának elfogásában Kántor és Csupati elévülhetetlen érdemeket szerzett, ezért Tóti Tibor Kiváló határőr címet és 1000 Ft pénzjutalmat kapott az országos parancsnokságtól. A kémelhárító főnök örömmel gratulált a sikerhez, mert közben a képtolvajoknak is a nyomára bukkantak.
Tóhomoknál határsértés történt, két fő akart Ausztriába szökni. A Fertőzug környékén Kántorék lápos, mocsaras területen keresték a két embert. Biztosítónak egy alföldi lovászt – Szőrvitézt (szőrmotorok = lovak) – kapott Csupati, a fiatal határőr helyismerete a nullával volt egyenlő. Egy 44-es férfi és agy apró női lábnyomot követtek, hirtelen egy sziget közelében gyermeksírást hallottak. Egy öt hónapos csecsemőt sodortak a hullámok, amikor az üldözők és az üldözöttek is életveszélyes helyzetbe kerültek, a mocsár elnyeléssel fenyegette őket. Egy rohamcsónakban határőrök száguldottak a bajbajutottak segítségére, az élethalálharcot vívó öt ember közül négyet megmentettek. Tóti Tibor az őrs betegszobájában tért magához, később előléptették törzsőrmesterré, és miniszteri dicséretet is kapott.
Egy határközeli megyeszékhelyen postásgyilkos nyomában haladtak Csupatiék, a rabló – pechére – a leveles zsákot szerezte meg. Sátori főhadnagy irányította a nyomozást. Kántor a zsákot hamar megtalálta, utána a vasútállomáshoz vezette a gazdáját. Itt éppen egy páncélos alakulat vagonírozott be, az egyik őr géppuskasorozatot zúdított Csupatiék felé. A nyomok ezután a személypályaudvarhoz, az Utasellátó söntéséig, majd a váróterembe vezettek. Itt azonban korábban razzia volt, a csavargókat bevittek a rendőrségre. Kántor odabent a második hetes csoportból kiválasztotta a famunkást, aki egy rövid hazudozás után bevallotta, hogy ő követte el a gyilkosságot a baltájával.

„Amikor a kapualj kiürült, Sátori kezét nyújtotta Csupatinak.
– Gratulálok az előléptetésetekhez is. A hét elején a Belügyben voltam értekezleten. A nagyfőnök valóságos kalandregényeket mesélt rólad, meg a kutyádról ... Pocsék ügy lehetett az a Fertő-tavi kirándulás...
– Elmúlt az is – legyintett Csupati – de mit szólsz ehhez a baltás pasashoz?
– Elég baj az, hogy az utóbbi időben szaporodnak az erőszakos bűncselekmények. Ráadásul odakintről is úgy jönnek a nyakunkra a diverzánsok, mint mézre a legyek. Valami nem stimmel itt. A levegőben érzem...
– Talán reuma – tréfálkozott fanyarul Csupati.”

– Részlet a regényből (272. oldal)

A határőrség riasztására egy Pinka-völgyi falu környékén elfogtak egy 4 fős fegyveres csoportot. Az akció közben kétszer is rálőttek Kántorra, de nem találták el. Másnap ismét határsértés történt, a nyomsávban egy 48-as méretű lábnyomra bukkantak. Miközben a határ közelében haladtak, egy akna robbant a túloldalon. Csupati könnyebben megsérült, de másztak tovább a mély sárban egy híd irányába. Itt a nyom – csodák csodájára – kettőre, majd pár kilométer után háromra szaporodott. Később kiderült, hogy a diverzánsok a határátlépéskor egymás nyomába léptek, a legnagyobb lábú zárta a sort. Ezután ketten vitték a harmadikat mindaddig, míg a hattagú nyomkövető raj – Kántorral az élen – be nem érte őket. Rövid tűzharc után csattant a bilincs a müncheni központból érkező kémek kezén. Egyikük, egy bokszbajnok, „A sátán kutyájának” nevezte Kántort, akire a kiképzőtáborban is felhívták a figyelmüket, hogy ha csak tehetik, akkor kerüljék el.
Egy kisközség fiatal papját valaki agyonverte, a tisztelendő úr lakásában lévő 57 200 Ft-ot azonban nem vitte el. Tosó Ádám keveredett gyanúba, mert a férfi lányát, Marit, korábban gyakran látták a tiszteletessel beszélgetni. A tettes nyomát Kántor a vasútállomásig követte, valószínűleg az elkövető a hajnali vonattal elmenekült. Egy fiatalember, Koncz László is gyanúba keveredett, de a nyomozást vezető ezredes a faluban kereste a gyilkost, nem bízott a nyomkövető kutyában. Tosó Ádám beismerő vallomást tett, így ő került a bíróság elé.
Újév közeledtekor Csupati és Kántor a 200. bevetésük után arany szolgálati emlékérmet kapott, a kutya országos első helyezését a főkapitány is méltatta. Szilveszter estéjén azonban mégsem lehetett nyugalmuk: egy rablógyilkos – igazoltatás elől – leugrott egy vonatról, az ő nyomába kellett eredniük. Hatalmas hóviharban, -20 Celsius-fokban mentek térdig a hóban a kilátástalan helyzetben lévő férfi után, akit hosszú üldözés végén találtak meg egy ház padlásán ájult álomban nyöszörögve.
Tóti Tibor „A kutya és az ember” című tanulmányon töprengett (amit neki kellett volna megírnia). Sátori főhadnagy elmondta Csupatinak, hogy a pap-ügyben ítélet született: Tosó Ádámot halálra ítélték. Mindketten kételkedtek Tosó bűnösségében, ők a suhancra gyanakodtak, akit Kántor kétszer is kiválasztott a nyomozás közben.
Illegális határátlépés történt, de Szultán és Vitéz feladták a nyomot, ekkor Kántort hívták segítségül. Ő egy szállodáig vezette a nyomozócsoportot, ahol halottakra is bukkantak: a helyi dizőzt és a fűtőt megfojtották. A határsértésnek induló ügy kettős gyilkossággá vált, sőt a végére még kábítószer-csempészetre és a kémkedésre is fény derült. Kántor és gazdája újabb szolgálati aranyéremben részesült.
Csupati fia és Kócos hat kölyke egy napon születtek. A négyéves Kántor megörült a kicsinyeinek, alig lehetett aznap bírni vele. Tóti Tibor elkészült a Kántorral kapcsolatos tapasztalatairól szóló irományával. Felvitte Budapestre, ahonnan nem tért haza üres kézzel, három kiképzett kutyát kapott: Kegyit, Nérót és Bobot. Az udvar vezére, Kántor tanította a fiatalokat, akik elismerték tudását, tehetségét.
5 tagú huligánbanda megfékezésére érkeztek a legnyugatibb határrészhez. Kántor egyedül is megfékezte a menekülőket, mire a gazdája és a nyomkövetők odaértek, már össze is terelte a megtévedt, megtépázott fiatalokat. Sátori újra szóba hozta a pap-ügyet, a Legfelső Bíróság új tárgyalást rendelt el, mert nem találta kielégítőnek e bizonyítékokat Tosó Ádám ellen. Koncz szülei közben meghaltak: az apát egy kidőlő fa temette maga alá, az anyát egy vadászat közben lőtték agyon véletlenül.
Három helyen is a határsávban furcsa kutyanyomokra lettek figyelmesek. Dán dogok, bernáthegyik, farkasok tévedtek volna magyar területre? Nyomszakértőt hívattak, Csupati és Kántor örömére Kovács törzsőrmester és Lux érkeztek a fővárosból. Az altiszt gipszmintákat vett a nyomokról, és hamarosan kiderült, hogy dán dog és skót juhász keresztezéséből származó vérebeket küldtek Magyarországra. A kutyák hátára aknát erősítettek, és arra képezték ki őket, hogy mozgó járművel ütközzenek. Egy kis autóbusz felrobbant a hegyekben, a maradványok – égett szőr és húscafatok, fémdarabok – megerősítették a feltételezéseket.
Kovács őrmesternek meg kellett válnia Luxtól, a kutya a Vas-hegy és Írott-kő közötti b-i őrsön maradt. Lux azonban megszökött, és kutyafejű démonként pusztított a vidéken. Nyulakat, tyúkokat, juhnyájat támadt meg, vérengzései miatt utána is nyomozás indult. A fővárosból Kovács helyettese és Kormos próbált a szökevény nyomára bukkanni. Lux ámokfutásai közben találkozott a helyi erdész kisfiával, de a gyermeket nem bántotta, a srác még a hátán is lovagolhatott. Luxot a sorsa összehozta a „robbanó kutyák” közül eggyel. Az erdő ura megvédte a vadászterületét, végzett a vérebbel, de a barlangjából már ő sem került ki élve.
Két esztendővel a papgyilkosság után Tosó Ádámot felmentették, Sátoriék titokban nyomoztak az ismeretlen tettes után. Egy határsértés során horogra akadt két fiatalember, Konczra ismertek, aki álnév alatt próbált meg illegálisan kijutni az országból. Kántor professzornak és egy kalapnak köszönhetően a fiatal megtört, beismerte – és részletesen elmesélte -, hogy ő ölte meg egykor a faluja papját.
|  | Itt a vége a cselekmény részletezésének! |

## Szereplők
- Tóti Tibor tizedes, később őrmester (Csupati Archiválva 2011. szeptember 17-i dátummal a Wayback Machine-ben)[2]
- Kovács Géza őrmester
- Kovács őrmester felesége, és Peti, a kisfia
- Németh Tibor törzsőrmester, Kántor első nevelője
- Bokor őrnagy
- Sátori főhadnagy
- őrsparancsnok
- Baksa Gábor, erdész
- Szántó, nyomozó
- Mészáros Péter, Pötyike
- Kerkai András
- Müller János, villanyszerelő
- Tosó Ádám és Tosó Mari
- Koncz László, kőművestanuló
- Johnny (Kecze János), a dobos
- Tillinger Ádám
- kutyák
  - Kántor
  - Lux
  - Kofa, Kántor anyja
  - Kormos, Kántor apja
  - Gazsi, Pepi, Máté, Gömböc, Kántor testvérei
  - Zsanadár, öreg telepi kutya
  - Pletyka
  - Tigi
  - Nóra
  - Pamacs, egy puli
  - Szultán
  - Kócos
  - Vitéz
  - Kegyi
  - Néró
  - Bob

## A regény népszerűsége
Az első kötet, a Kántor nyomoz 1970-ben jelent meg, a Kántor a nagyvárosban két évre rá. Az első rész egymillió példányban fogyott el. A regényt Berlinben négyszer nyomták újra, a Szovjetunióban háromszor, lefordították angolra, kazahra, falta a történeteket Svájc, Románia, Bulgária, Csehszlovákia. A prágai rádió 760 perces feldolgozást sugárzott folytatásokban, egy szlovák lap 12 részben közölte.

## Kapcsolódó szócikk
- Kántor (televíziós sorozat)